# Boureuilles
Boureuilles – miejscowość i gmina we Francji, w regionie Grand Est, w departamencie Moza.
Według danych na rok 1990 gminę zamieszkiwało 119 osób, a gęstość zaludnienia wynosiła 6 osób/km² (wśród 2335 gmin Lotaryngii Boureuilles plasuje się na 926. miejscu pod względem liczby ludności, natomiast pod względem powierzchni na miejscu 177.).